# ГЕС Майргофен
ГЕС Майргофен — гідроелектростанція у Австрії в провінції Тіроль, споруджена у складі гідровузла Ціллертал, в якому становить нижній ступінь.
Гідровузол базується на використанні водних ресурсів північного схилу Ціллертальських Альп, який дренується річкою Ціллер (права притока Інна). На верхньому ступені працюють одразу дві станції:
- розташована на схід від Майргофену ГЕС Хауслінг використовує воду з верхів'їв самої Ціллер та її правого притоку Герлосбаху;
- розташована на захід від Майргофену ГЕС Россхаг працює на ресурсі струмків зі сточища Земмбаху (ліва притоку Ціллеру).
Використана цими двома ГЕС вода надходить через тунелі до водосховища Стіллапп, розташованого посередині між ними в долині однойменного потоку (впадає у Земмбах біля Майргофену). Сховище об'ємом 6,6 млн м3 створене за допомогою земляної греблі висотою 28 метрів та довжиною 480 метрів. Окрім природного притоку та води, відпрацьованої на верхньому степені гідровузла, воно поповнюється за рахунок додаткових водозаборів на шляху згаданих тунелів:
- тунель Хауслінг — Стіллапп, який має довжину 7,6 км, приймає ресурс із Ціллер (нижче водосховища Ціллергрюндл) та її лівої притоки Bodenbach;
- тунель Россхаг — Стіллапп, який має довжину 8,4 км, приймає воду середньої течії Земмбах та її правих приток Ingentbach, Gungglbach та Floitenbach.
Від водосховища Стіллап до машинного залу ГЕС Майргофен веде дериваційний тунель довжиною 2,4 км, який переходить у напірну шахту довжиною 1,2 км. Така схема забезпечує напір у 469,6 метра. Зал обладнано шістьма турбінами типу Пелтон загальною потужністю 345 МВт. Відпрацьована вода відводиться до Земмбаху незадовго до його впадіння у Ціллер.
На ГЕС Майргофен знаходиться центральна диспетчерська, яка здійснює управління станціями гідровузла Ціллертал.
Зв'язок з енергосистемою забезпечує ЛЕП, що працює під напругою 220 кВ.